# Big's Backyard Ultra
Big's Backyard Ultra is de originele Backyard ultra voor het eerst georganiseerd door Lazarus Lake in 2011 in Bell Buckle. De race is vernoemd naar een hond (Big) van Lazarus Lake die hij verwaarloosd had gevonden en hem daarna in huis nam. De wedstrijd geld ook als wereldkampioenschap Backyard ultra.

## Opzet
Lopers lopen elk uur 4,167 mijl en blijven in de race zolang ze daarin slagen. De race duurt zolang er nog maar een loper overblijft, en deze wint als hij een ronde meer loopt dan de laatst opgevende loper. Als dat laatste niet lukt dan is er geen winnaar.

## Geschiedenis
| Jaar | Winnaar             | Rondes        | Tweede                   |                                     |
| ---- | ------------------- | ------------- | ------------------------ | ----------------------------------- |
| 2011 | Tim Englund         | 18            | Dave Carver              |                                     |
| 2012 | Joe Fejes           | 28            | Marcy Beard              |                                     |
| 2013 | Tim Englund         | 35            | Keith Knipling           |                                     |
| 2014 | Geen winnaar        | 49            | Johan Steene Jeremy Ebel | Beide lopers gaven op na 49 rondes  |
| 2015 | Niet gehouden       | Niet gehouden | Niet gehouden            |                                     |
| 2016 | Babak Rastgoufard   | 29            | Andy Pearson             |                                     |
| 2017 | Guillaume Calmettes | 59            | Harvey Lewis             |                                     |
| 2018 | Johan Steene        | 68            | Courtney Dauwalter       |                                     |
| 2019 | Maggie Guterl       | 60            | William Hayward          | Eerste vrouwelijke winnaar          |
| 2020 | Karel Sabbe         | 76            | Merijn Geerts            | Winnaar on site: Courtney Dauwalter |
| 2021 | Harvey Lewis        | 85            | Chris Roberts            | [ 5 ]                               |
| 2022 | Piotr Chadovich     | 76            | Harvey Lewis             |                                     |
| 2023 | Harvey Lewis        | 108           | Ihor Verys               | [ 1 ]                               |